# När ett hjärta slår
När ett hjärta slår är ett album från 1992 av gruppen Snowstorm.

## Låtlista
1. När ett hjärta slår 4:16
2. Magnus och Cecilia 4:32
3. Crescent guld 47 3:28
4. Bärga skörden 3:43
5. Vacker och klok 4:07
6. Kvinnoland 5:17
7. Ta på dig den bästa klänning du har 3:56
8. Skjut 3:55
9. Tillbaka igen 3:59
10. Bara du ser på mig 4:45
11. En man 4:05
12. Jag lever nu 4:59

### Fotnoter
1. ↑  ”När ett hjärta slår”. Svensk mediedatabas. 2 mars 1992. http://smdb.kb.se/catalog/id/001479131. Läst 21 augusti 2014.